# عزلة آل عمر (الضالع)

تعديل مصدري - تعديل

عزلة ال عمر هي إحدى عزل مديرية دمت في محافظة الضالع اليمنية ويبلغ تعداد سكانها 4117 نسمة حسب التعداد السكاني في اليمن لعام 2004.تظم القرى التابعة لها.قريةالغراس قرية حقل الفارد قريةالغول والقران قرية القائمة قرية الاغيد وحص الميدمة وشيخها الشيخ محسن مانع أحمد المرقب وشيخ مخلاف الحبيشيةايضأ.والشيخ عبدالحميد جعفر شيخ ضمان آل جعفر

## روابط خارجية
- الجهاز المركزي للإحصاء بالجمهورية اليمنية
- المركز الوطني للمعلومات باليمن
- World Gazetteer:Yemen
- الدليل الشامل